# Leon Botstein
Leon Botstein (Zurigo, 14 dicembre 1946) è un direttore d'orchestra e storico della musica svizzero ebreo americano, presidente del Bard College.

## Carriera
Botstein è il direttore musicale e il direttore principale della American Symphony Orchestra (ASO) e direttore d'orchestra dell'Orchestra Sinfonica di Gerusalemme (JSO), di cui è stato direttore musicale e direttore principale dal 2003 al 2010. È anche il fondatore e condirettore artistico del Bard Music Festival. È membro del Consiglio di amministrazione di The After-School Corporation, un'organizzazione no profit dedicata all'ampliamento delle opportunità di istruzione per tutti gli studenti. Botstein è anche presidente del consiglio della Central European University, un istituto in lingua inglese di livello universitario accreditato negli Stati Uniti e in Ungheria e con sede a Budapest. È membro del Board of Trustees della Open Society Foundation. A luglio 2016 il festival austriaco di Grafenegg, importante festival internazionale austriaco per la musica classica, ha nominato Botstein direttore artistico del Campus e dell'Accademia Grafenegg, a partire dal 2018.
Botstein è l'autore di Jefferson's Children: Education and the Promise of American Culture e di Judentum und Modernitaet. Si diplomò all'età di 16 anni presso la High School of Music and Art di New York e conseguì una laurea presso l'Università di Chicago e un dottorato di ricerca in storia della musica all'Università di Harvard. Riconosce David Landes e Harold Farberman come suoi mentori.
Botstein divenne il più giovane (o forse il secondo più giovane) presidente universitario nella storia degli Stati Uniti all'età di 23 anni, prestando servizio dal 1970 al 1975 presso il Franconia College, non più esistente, dopo di che fu nominato presidente del Bard College.

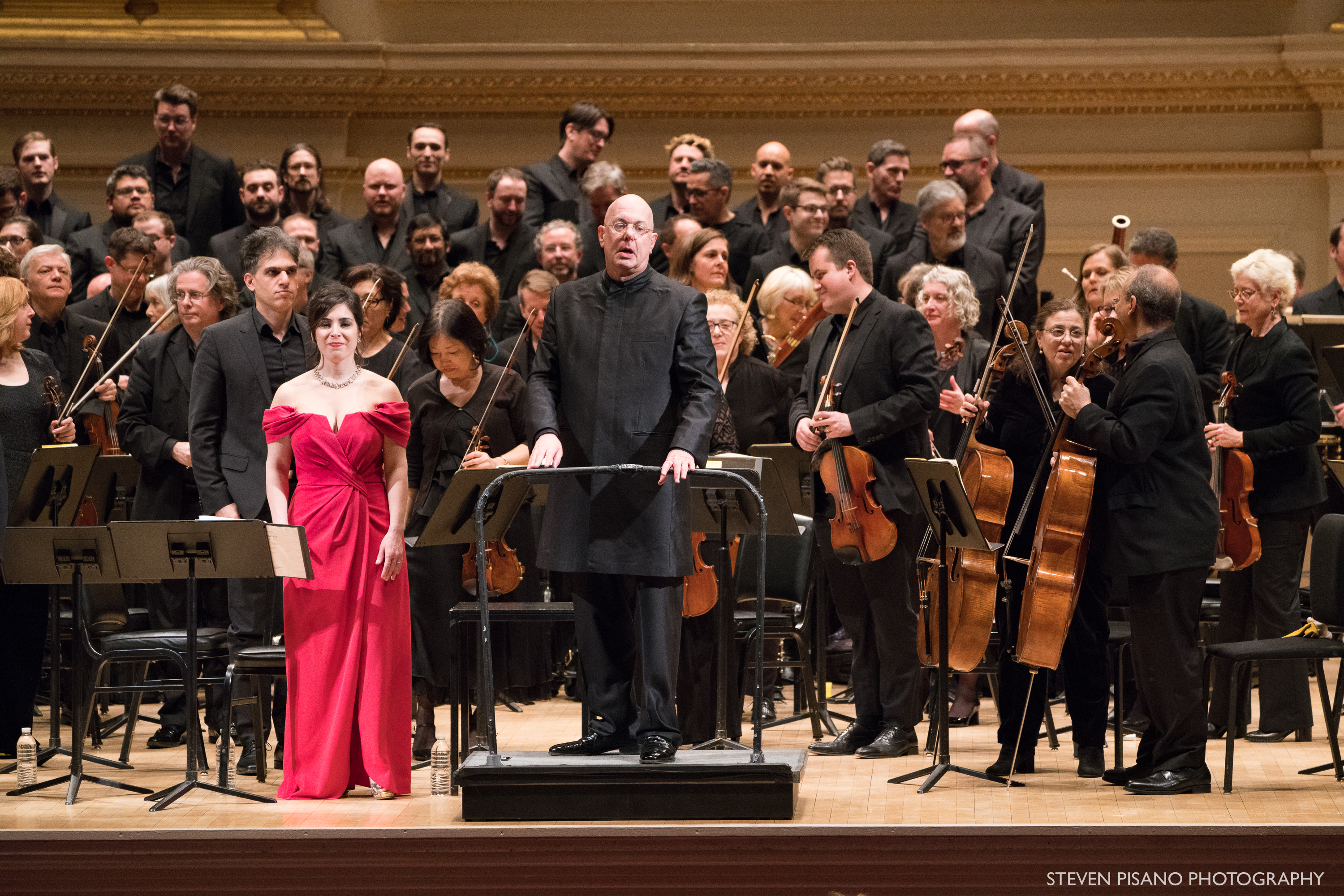
Botstein e l'American Symphony Orchestra dopo una esecuzione di Intolleranza di Luigi Dallapiccola alla Carnegie Hall nel 2018.

Come direttore musicale della American Symphony Orchestra, Botstein è emerso come un sostenitore significativo della "programmazione tematica", che tenta di riunire programmi di concerti aventi un tema comune basato sulla letteratura, la storia della musica o l'arte. Ha inoltre focalizzato la programmazione dell'ASO sull'esecuzione di opere eseguite di rado dei principali compositori e sui migliori esempi di opere di compositori meno conosciuti, con un'accentuazione particolare sulle rappresentazioni in anteprima statunitense, molte delle quali sono state registrate dall'ASO per la prima volta. Oltre alla serie di concerti principale dell'orchestra alla Carnegie Hall, Botstein ha inaugurato il Bard Music Festival con la partecipazione dell'ASO, una serie estiva che si concentra su un compositore ogni estate per un'intensa serie di concerti, conferenze e tavole rotonde. Presenta anche una serie intitolata "Classics Declassified", che dedica ciascun programma a un brano del repertorio orchestrale standard. Botstein tiene conferenze sul brano per circa un'ora, usando l'orchestra per fornire illustrazioni per il suo discorso, quindi esegue l'intero pezzo, dando quindi la parola a domande del pubblico rivolte a lui e ai membri dell'orchestra. Questa serie, originariamente presentata al Miller Theatre della Columbia University, si è rivelata così popolare che è stata trasferita a Symphony Space per la stagione 2007-2008. Ha anche inaugurato un'importante serie di registrazioni di capolavori trascurati con l'etichetta Telarc, utilizzando l'ASO e una varietà di orchestre europee. Oltre al suo lavoro con ASO e JSO, Botstein si è esibito come direttore ospite, tra molti altri, della London Philharmonic Orchestra, della New York City Opera, della Los Angeles Philharmonic, della BBC Symphony Orchestra, della London Symphony Orchestra, dell'Orchestra filarmonica di San Pietroburgo e NDR Elbphilharmonie Orchestra. Il Los Angeles Times ha definito l'esecuzione della Los Angeles Philharmonic del 2013 sotto Botstein "lo spettacolo più avvincente di tutto ciò che ho ascoltato tutta l'estate al Bowl". Nell'autunno 2013 Botstein ha anche diretto la Sinfónica Juvenil de Caracas in Venezuela e Giappone, diventando così il primo direttore non venezuelano invitato da El Sistema a dirigere una tournée. Molte registrazioni dal vivo delle sue esecuzioni, comprese le prestigiose opere eseguite ogni estate durante il festival Bard SummerScape, sono ampiamente disponibili su compact disc e su siti Internet come iTunes, Amazon e Spotify.
I numerosi libri, saggi e articoli di Botstein su musica e cultura gli hanno fatto guadagnare la fama di musicologo di spicco. I suoi saggi nella serie della Princeton University Press di libri dedicati ai compositori presentati durante l'annuale Bard Music Festival esemplificano i suoi sforzi per affrontare le complesse influenze sociali, politiche e artistiche e il contesto del suo soggetto. Del suo recente saggio in questa serie, su Jean Sibelius, il Times Literary Supplement ha scritto che "la reputazione critica di Sibelius è riassunta da Leon Botstein". Ha anche scritto molto sulla musica e la cultura nella Vienna del XIX secolo, sulla cultura ebraica europea e sul modernismo. Il suo libro Judentum und Modernität: Essays zur Rolle der Juden in der deutschen und österreichischen Kultur, 1848-1938 è stato scritto in tedesco ed è stato tradotto in russo.
La posizione unica di Botstein come importante studioso di musica, interprete e fondatore e condirettore artistico del Bard Music Festival gli ha permesso di avere un impatto straordinario sia sulla borsa di studio musicale che sulle esecuzioni. Come osserva il Barrymore Laurence Scherer del Wall Street Journal, "il Bard Music Festival ...non ha più bisogno di presentazioni. Sotto la provocatoria guida del direttore e studioso Leon Botstein è stato a lungo uno dei festival intellettualmente più stimolanti di tutti i festival estivi americani e spesso è uno dei più soddisfacenti dal punto di vista musicale: ogni anno, attraverso discussioni di grandi studiosi e concerti illustrativi spesso programmati per strabordare, il pubblico del Bard ha studiato l'opera di un grande compositore nel contesto della società, politica, letteratura, arte e musica dei suoi tempi".
Leon Botstein è rappresentato da Primavera Consulting.

## Vita privata
Botstein è il fratello del biologo David Botstein e marito della storica dell'arte Barbara Haskell. Entrambi i genitori di Botstein erano medici.

## Premi
- 2018 - Dottore Onorario in Scienza, Watson School of Biological Sciences, Cold Spring Harbor Laboratory.[12]
- 2017 - Dottore onorario in lettere umane, Goucher College.[13]
- 2016 - Dottore Onorario in Musica, Sewanee: L'Università del Sud.[14]
- 2015 - Premio alla carriera dello Yivo Institute for Jewish Research.[15]
- 2015 - The Deborah W. Meier Hero in Education Award, assegnato da Fairtest.
- 2014 - Caroline P. e Charles W. Ireland Distinguished Visiting Scholar Prize, University of Alabama a Birmingham[16]
- 2013 - Botstein è stato insignito del premio culturale ebraico per la Fondazione per la cultura ebraica.
- 2013 - Premiato con la medaglia d'onore Kilenyi della Bruckner Society of America.[17]
- 2012 - Premiato con la medaglia Alumni dell'Università di Chicago.
- 2012 - Premio Leonard Bernstein per l'elevazione della musica nella società.
- 2010 - Eletto alla American Philosophical Society, la più antica società colta negli Stati Uniti.
- 2009 - Premiato con il Carnegie Academic Leadership Award. La Carnegie Corporation sceglie ogni anno leader eccezionali dell'istruzione superiore americana che hanno dimostrato una leadership eccezionale nel campo dell'innovazione curriculare, della riforma dell'istruzione K-12 e della promozione di forti legami tra la loro istituzione e le loro comunità locali.
- 2006 - La registrazione di Botstein della Sinfonia n. 1 di Popov e di Theme and Variations di Shostakovich con la London Symphony Orchestra è stata nominata per un Grammy Award nella categoria Best Orchestral Performance.
- 2003 - Ha ricevuto il premio per il prestigioso servizio per le arti dell'American Academy of Arts and Letters.[18]
- 2001 - Croce d'Onore austriaca per la scienza e l'arte
- 1996 - Ha ricevuto la Medaglia del Centenario di Harvard, un riconoscimento conferito dalla Harvard Graduate School of Arts and Sciences ai destinatari di diplomi della Scuola per i loro "contributi alla società".
- 1995 - Medaglia d'oro del National Arts Club.

## Bard College
Botstein è diventato il quattordicesimo ed attuale presidente del Bard College nel 1975. Botstein, che è anche Leon Levy Professor del Bard College, è stato un pioniere nel collegare le arti liberali e l'istruzione superiore nelle scuole secondarie pubbliche. Nel 1979 Botstein supervisionò l'acquisizione da parte del Bard del Bard College di Simon's Rock, il più antico programma di ingresso all'università e l'unico college di quattro anni accreditato finora. Assieme agli amministratori di Simon's Rock è stato determinante nella fondazione del College High School Bard di New York nel 2001. Durante l'incarico per 40 anni di Botstein, uno dei più lunghi della nazione, il Bard fondò otto scuole di specializzazione, il Bard College Conservatory of Music e Levy Economics Institute del Bard College. Con l'acquisto della tenuta Montgomery Place di 380 acri (150 ha) a sud del college nel 2016, il campus del Bard consiste in quasi 1.000 ettari di parco nella valle del fiume Hudson.
Botstein ha notevolmente esteso la portata del Bard College a livello internazionale, guidando la creazione di nuovi programmi in diversi continenti. In collaborazione con l'Università statale di San Pietroburgo, il Bard ha fondato nel 1997 il primo programma universitario per le arti liberali in Russia, lo Smolny College, che offre la doppia laurea all'Università statale di San Pietroburgo e al Bard. Nel 1998 al Bard fu formato l'Institute for International Liberal Education (IILE) per promuovere la teoria e la pratica dell'educazione internazionale alle arti liberali. Tra gli altri programmi internazionali del Bard figurano Al-Quds Bard Partnership, una collaborazione a Gerusalemme tra il Bard College e l'Al-Quds University, istituita nel 2008 per migliorare il sistema di istruzione palestinese, l'International Human Rights Exchange (IHRE), il programma in International Education (PIE), il Bard College Berlin: un'università delle arti liberali e programmi congiunti con l'American University of Central Asia e la Central European University.
Botstein ha anche condotto il Bard a diventare un leader regionale e nazionale nell'arte e nella cultura. Nel 1990 il Bard ha aperto il Centro per gli studi curatoriali e l'arte nella cultura contemporanea, che comprende il Museo d'Arte Hessel. Nel 1993 il Bard ha aperto il Bard Graduate Center: arti decorative, storia del design, cultura materiale a Manhattan. Nel 2003 il college ha aperto il Richard B. Fisher Center for the Performing Arts di Frank Gehry, che ospita due teatri, oltre a studi di danza e teatro che offrono spazio per prove agli studenti universitari. Il Fisher Center è la sede del Bard Music Festival e del Bard SummerScape, un festival annuale di musica, film, danza e teatro.
Nel febbraio 2009 Botstein fu accusato da Joel Kovel di volerlo licenziare dalla sua posizione di professore al Bard come rappresaglia per le sue opinioni politiche, un'accusa che Botstein negò.

## Lavori
Tra i libri scritti da Botstein ci sono Jefferson's Children: Education and the Promise of American Culture (I Bambini di Jefferson: Educazione e Promessa della Cultura Americana), in cui sostiene che l'istruzione a livello di scuola superiore dopo il decimo anno dovrebbe essere abolita a favore di un sistema nazionale di college precoci e molti altri libri nei campi della musicologia e dell'educazione. È editore di The Musical Quarterly e frequentemente collabora con periodici incentrati sulla musica e l'educazione.

## Apparizioni pubbliche scelte
- Nel maggio 2014, nell'ambito di Holocaust 70,[25] il programma ufficiale del governo ungherese per commemorare il 70º anniversario dell'Olocausto in Ungheria, Botstein è stato direttore ospite al Liszt Academy Concert Center di Budapest per "Through the Valley of the Shadow", un concerto in memoria delle vittime dell'Olocausto.[26]
- Botstein è stato intervistato come ospite al The Colbert Report[27] il 4 giugno 2007[28] e di nuovo il 5 ottobre 2010.[29]
- Il 12 agosto 2009[30] Botstein è apparso al Charlie Rose Show sulla PBS per discutere della Al-Quds Bard Partnership,[20] una collaborazione rivoluzionaria a Gerusalemme tra il Bard College e l'Al-Quds University.
- Botstein è regolarmente presente su Albany, affiliata all'NPR di New York, WAMC-FM.
- Botstein è stato il relatore principale alla Stuyvesant High School 2007 Graduation il 25 giugno 2007
- Ha diretto il revival del World Requiem di John Foulds alla Royal Albert Hall di Londra l'11 novembre 2007.[31]
- Prima esecuzione americana della Herbstsymphonie (Sinfonia d'autunno) del compositore austriaco Joseph Marx il 7 dicembre 2008 con l'American Symphony Orchestra all'Avery Fisher Hall, NY.

## Libri
- Leon Botstein, Music and Modernity, New Haven, CT, Yale University Press.
- Leon Botstein, Von Beethoven zu Berg: Das Gedächtnis der Moderne, Zsolnay, 2013.
- Leon Botstein, Freud und Wittgenstein Sprache und menschliche Natur, Vienna, Picus Verlag, 2011.
- Leon Botstein, Judentum und Modernität : Essays zur Rolle der Juden in der deutschen und österreichischen Kultur, 1848 bis 1938, Vienna, Böhlau, 1991, ISBN 3-205-05358-3.
- Leon Botstein, Jefferson's children : education and the promise of American culture, New York, Doubleday, 1997, ISBN 0-385-47555-1.
- "The Compleat Brahms" (New York, 1999), editor
- "quasi una fantasia: Juden und die Musikstadt Wien" (Edward Timms / Werner Hanak / Botstein, Leon / Jüdisches Museum Wien ) (with 2 CDs; contributors: Karl Albrecht-Weinberger, Otto Biba, Philip V. Bohlman, Leon Botstein, Elisabeth Derow-Turnauer, Wolfgang Dosch, Albrecht Dümling, Tina Frühauf, Primavera Gruber, Michael Haas, Werner Hanak, Hartmut Krones, Elena Ostleitner, Michael Steinberg, & Sara Trampuz)

## Articoli selezionati, saggi e capitoli
- (2017)  Hungary's xenophobic attack on Central European University is a threat to freedom everywhere, in Washington Post, 4 aprile 2017.[32]
- (2017)  American Universities Must Take a Stand, in New York Times, 8 febbraio 2017.[33]
- (2016)  Bard president draws parallels between European anti-Semitism and American racism to explain Trump's win, in Washington Post, 16 dicembre 2016.[34]
- (2016)  The Election Was About Racism Against Barack Obama, in TIME, 13 dicembre 2016.[35]
- (2016)  Why the Next President Should Forgive All Student Loans, in TIME, 12 agosto 2016.[36]
- (2016)  Leon Botstein, Walther Rathenau (1867-1922): Bildung, Prescription, Prophecy, in Jacques Picard (a cura di), Makers of Jewish Modernity: Thinkers, Artists, Leaders, and the World They Made, Princeton, NJ: Princeton University Press, ISBN 978-0-691-16423-6.
- (2014)  The SAT is Part Hoax, Part Fraud, in TIME, vol. 183, n. 11, 24 marzo 2014,  p. 17.
- (2014)  How an Anti-Semitic Composer Created 'Kol Nidre' and 'Moses', in The Jewish Daily Forward, 24 marzo 2014.[37]
- (2013)  The Marginalization of Music: The American Example, in The Musical Quarterly, vol. 96, n. 2,  pp. 169-77, DOI:10.1093/musqtl/gdt020.
- (2013)  Leon Botstein, The Precision of Poetry and the Exactness of Pure Science: Nabokov, Stravinsky, and the Reader as Listener, in Tamara Levitz (a cura di), Igor Stravinsky and His World, Princeton, NJ: Princeton University Press, ISBN 978-0-691-15987-4.
- (2013)   Words and Music: The Legacy of Dietrich Fischer-Dieskau (1925-2012)], in The Musical Quarterly, vol. 96, n. 1,  pp. 1-13, DOI:10.1093/musqtl/gdt008].
- (2012)  Leon Botstein, A Grand and Glorious Noise: Circus Music in America, in Kenneth Ames (a cura di), The Circus and the City, New York: Bard Graduate Center: Decorative Arts, Design History, and Material Culture,  pp. 256-304, ISBN 978-0-300-18747-2.
- (2012)  Leon Botstein, Beyond the Conceits of the Avant-Garde: Saint-Saëns, Romain Rolland, and the Musical Culture of the Nineteenth Century, in Jann Passler (a cura di), Camille Saint-Saëns and His World, Princeton, NJ: Princeton University Press, 2012,  pp. 370-404, ISBN 978-0-691-15555-5.
- (2011)  Richard Wagner at Two Hundred, in The Musical Quarterly, vol. 95, n. 2-3,  pp. 195-206, DOI:10.1093/musqtl/gds024.
- (2011)  The Jewish Question in Music, in The Musical Quarterly, vol. 94, n. 4,  pp. 439-53, DOI:10.1093/musqtl/gdr023.
- (2011)  Leon Botstein, Old Masters: Jean Sibelius and Richard Strauss in the Twentieth Century, in Daniel Grimley (a cura di), Jean Sibelius and His World, Princeton, NJ: Princeton University Press,  pp. 256-304, ISBN 978-0-691-15281-3.
- (2011)  Leon Botstein, The Eye of the Needle: Music as History after the Age of Recording, in Jane Fulcher (a cura di), The Oxford Handbook to the New Cultural History of Music, New York: Oxford University Press, 2011,  pp. 256-304, ISBN 0-19-534186-4.
- (2010)  Leon Botstein, Alban Berg and the Memory of Modernism, in Christopher Hailey (a cura di), Alban Berg and His World, Princeton, NJ: Princeton University Press,  pp. 299-343, ISBN 978-0-691-14856-4.
- (2010)  The High School Sinkhole, in New York Times, 10 febbraio 2010.
- (2010)  Max Weber and Music History, in The Musical Quarterly, vol. 93, n. 2,  pp. 183-191, DOI:10.1093/musqtl/gdq012.
- (2010)  Why Mahler?, in Wall Street Journal, 9 ottobre 2010.
- (2009)  For the Love of Learning, in The New Republic, 2 marzo 2009.
- (2009)  Leon Botstein, German Jews and Wagner, in Thomas Grey (a cura di), Richard Wagner and His World, Princeton, NJ: Princeton University Press,  pp. 151-197, ISBN 978-0-691-14366-8.
- (2009)  Mendelssohn as Jew: Revisiting Controversy on the Occasion of the Composer's 200th Birthday, in The Musical Quarterly, vol. 92, n. 1-2,  pp. 1-8, DOI:10.1093/musqtl/gdp015.
- (2009)  Recovery Depends on School Reform, in New York Times, 2 febbraio 2009.
- (2008)  Leon Botstein, Beyond Death and Evil: Prokofiev's Spirituality and Christian Science, in Simon Morrison (a cura di), Sergey Prokofiev and His World, Princeton, NJ: Princeton University Press,  pp. 530-561, ISBN 978-0-691-13895-4.
- (2008)  The Unsung Success of Live Classical Music, in Wall Street Journal, 3 ottobre 2008.
- (2007)  Music in Times of Economic Distress, in The Musical Quarterly, vol. 90, n. 2,  pp. 167-175, DOI:10.1093/musqtl/gdn023.
- (2007)  Leon Botstein, Transcending the Enigmas of Biography, in Byron Adams (a cura di), Edward Elgar and His World, Princeton, NJ: Princeton University Press,  pp. 365-406, ISBN 978-0-691-13446-8.

## Registrazioni
- (2017 Forthcoming) Ferdinand Ries. Piano Concertos No. 8 & 9. The Orchestra Now con Piers Lane. Hyperion.
- (2016) George Gershwin. Gershwin: Rhapsody in Blue, Piano Concerto in F, Variations on "I Got Rhythm," Eight Preludes for Solo Piano. Royal Philharmonic Orchestra con Mark Bebbington, piano. SOMM Recordings.
- (2015) Paul Hindemith. The Long Christmas Dinner. American Symphony Orchestra. Bridge Records.
- (2009) Bruno Walter. Symphony No. 1. NDR Elbphilharmonie Orchester, Hamburg. CPO
- (2008) John Foulds. A World Requiem. BBC Symphony Orchestra. Chandos.
- (2007) Paul Dukas. Ariane et Barbe-Bleue. BBC Symphony Orchestra. Telarc.
- (2005) Ernest Chausson. Le roi Arthus. BBC Symphony Orchestra. Telarc.
- (2005) Aaron Copland, Roger Sessions, George Perle, and Bernard Rands. Works by Copland, Sessions, Perle, and Rands. American Symphony Orchestra. New World Records.
- (2003) Richard Strauss. Die Ägyptische Helena. American Symphony Orchestra con Deborah Voigt. Telarc.
- (2000) Richard Strauss. Die Liebe der Danae. American Symphony Orchestra. Telarc CD 80570.